# La Torbiera
Koordinaten: 45° 40′ 30,4″ N, 8° 35′ 17,3″ O
Der Parco Faunistico La Torbiera ist ein Tierpark in Agrate Conturbia, Italien.
Er wurde im Jahr 1977 geschaffen, um vom Aussterben bedrohte Tierarten zu schützen und ihnen ein möglichst naturnahes Ambiente zu bieten. Der Park befindet sich zwischen Poebene und dem Voralpengebiet. Er erstreckt sich über eine Fläche von 40 Hektar.
Ein Bereich des Parks ist für Besucher zugänglich, während ein weiterer Bereich absolute Schutzzone ist, in dem keine Besucher zugelassen sind.

## Zoo
Unter den im Tierpark gezeigten exotischen Tieren befinden sich u. a. Wildkatzen, Kleine Pandas, Amurleoparden, Geparde, Wölfe, und Krauskopfpelikane.

## Natürlich vorkommende Fauna und Flora
Das Gelände befindet sich in einem Gebiet mit einem milden und immerfeuchten Klima und ausgedehnten Feuchtökotopen mit Mooren und Überschwemmungswiesen. In dem umfangreichen Waldgebiet des Parks gedeihen Stieleichen (Quercus robur), Hängebirken (Betula pendula), Kastanien (Castanea sativa), Robinien (Robinia pseudoacacia) und Roteichen (Quercus rubra).
In der rund 40 Hektar großen für Besucher unzugänglichen Schutzzone für einheimische Tierarten leben u. a. Rehe, Füchse, Marder, Reptilien, viele Vogelarten, wie die Rohrweihe und Reiherarten, und in den vielen kleinen Seen und Sumpfgebieten gibt es eine reiche Population von Reptilien und Amphibien, darunter die Aspisviper.

## Fakten
- Größe ca. 400.000 m²
- Entfernung vom Flughafen Mailand-Malpensa: etwa 30 km